# China Cruel
China Cruel es un grupo de tango formado en Buenos Aires en 2007 por Verónica Bellini (piano, arreglos, dirección y composición) quien comienza a llevar adelante su proyecto junto a la cantante convocada para el mismo, Viviana Scarlassa. El grupo se caracteriza por componer las canciones que interpreta, siendo de este modo la primera orquesta de tango femenina con repertorio propio que se haya dado en el género. Al tratarse de mujeres, aportan una perspectiva de género diferente al tango clásico escrito e interpretado por varones. Actualmente está formado por Verónica Bellini (piano), Paloma Bica (violín), Cristina de leonardo (bajo y contrabajo), Cindy Harcha (bandoneón), Laura Tappata (guitarra) y Viviana Scarlassa (voz).

## Historia
China Cruel se formó en 2007 a partir del encuentro de Verónica Bellini, exlíder del grupo Las del Abasto, con Viviana Scarlassa, actriz y cantante. En su primera formación contaba con Valeria Collante, exviolinista de la Orquesta Típica La Furca, completándose con el contrabajo de Carolina Cajal, el bandoneón de Paula Liffschitz y María Laura Santomil en guitarra. Luego algunas integrantes fueron reemplazadas: Collante fue reemplazada por Carolina Rodríguez en el violín, Liffschitz fue reemplazada por Ayelén Pais, Julia Peralta y más tarde por Cindy Harcha de nacionalidad chilena en el bandoneón, Cajal fue reemplazada por Jessica Juárez, Geraldine Carnicina y más tarde por Cristina de Leonardo en el contrabajo (también ejecuta el bajo eléctrico) y Santomil por Laura Tappata en guitarra, siendo Verónica Bellini y Viviana Scarlassa las integrantes fundadoras que aún permanecen.
Desde 2008 formaron parte del espectáculo Tango de burdel, salón y calle, que protagonizan Eleonora Cassano y el Ballet Argentino de Julio Bocca, con coreografía de Ana Stekelman, con el que recorrieron el mundo.